# Вернер Форсман
Вернер Форсман (нім. Werner Forßmann; 29 серпня 1904, Берлін — 1 червня 1979) — німецький хірург і уролог.

## Біографія
У 1928 закінчив медичний факультет університету Фрідріха Вільгельма в Берліні. З 1956 професор хірургії та урології університету ім. Гутенберга (Майнц); з 1964 почесний професор Медичної академії в Дюссельдорфі і професор університету там же (до 1970).

## Основні роботи
У 1929 розробив спосіб катетеризації серця, випробував його на собі, провівши зонд через ліктьову вену в праве передсердя. У 1931 застосував цей спосіб для ангіокардіографії.

## Нобелівська премія
Нобелівська премія (1956, спільно з Андре Курнаном і Дікінсоном Річардсом).
1. ↑  Deutsche Nationalbibliothek Record #118692259 // Gemeinsame Normdatei — 2012—2016.
2. ↑  https://www.hannover-gis.de/GIS/index.action